# Jhonnet Martínez
Jhonnet Stalin Martínez Jáuregui (3 luglio 1982) è un ex giocatore di calcio a 5 cubano.

## Carriera
Calcettista carismatico, per anni capitano della selezione cubana, Martínez faceva della velocità e dello spirito di sacrificio le sue qualità migliori. Con la nazionale cubana ha partecipato a due edizioni del Mondiale (2008 e 2016) e a quattro CONCACAF Futsal Championship. Il miglior traguardo raggiunto da Martínez con la nazionale è la finale dell'edizione 2008 persa da Cuba solamente ai rigori contro i padroni di casa del Guatemala.